# インドヒモカズラ
インドヒモカズラ（印度紐蔓、Deeringia polysperma）とは、ヒユ科インドヒモカズラ属のつる植物。

## 概要
日本では、宮古諸島（宮古島、大神島、来間島）及び八重山諸島（石垣島、西表島、波照間島）に、日本国外では台湾、中国南部、インド、マレーシアに分布する。宮古諸島が北限。低地の石灰岩地に生育する。
つる性の草本または亜低木で、長さ5m。葉は互生、卵状披針形～披針形、長さ10cm程度。花は穂状花序で、葉腋に付き、直径4mm程度、がく片は5枚、色は緑白色。果実は液果で、球形、直径4mm、色は白色。

## 保護上の位置づけ
絶滅危惧IA類 (CR)（環境省レッドリスト）
生育地である下記の地方公共団体が作成したレッドデータブックに掲載されている。
- 沖縄県：絶滅危惧IB類